# Kašgar
Kašgar (ujgursko قەشقەر, tudi Kaši (kitajsko: 喀什), je mesto v Tarimski kotlini v južnem Šindžjangu. Je eno od najzahodnejših mest na Kitajskem, blizu meje z Afganistanom, Kirgizistanom, Tadžikistanom, Indijo in Pakistanom. Več kot 2000 let je bil Kašgar strateško pomembna oaza na svilni poti med Kitajsko, Bližnjim vzhodom in Evropo. Je eno najstarejših stalno naseljenih mest na svetu in ima 711.300 prebivalcev. Mestno območje Kašgarja obsega 15 km2, čeprav se njegovo upravno območje razteza na 555 km2.
Kašgar je bil tudi točka mešanja različnih kultur in imperijev, ki je bil pod vladavino Kitajcev, Turkov, Mongolov in Tibetanskega imperija. Mesto je bilo tudi prizorišče številnih bitk različnih stepskih ljudstev.
Kašgar je danes administrativni center Prefekture Kašgar, ki pokriva območje 162.000 km² s približno 4 milijoni prebivalcev po podatkih iz 2010. Mesto je bilo leta 2010 proglašeno kot Posebna ekonomska cona, kot edino tako mesto na zahodu Kitajske. Kašgar povezuje tudi Karakorumska avtocesta, ki je tudi projekt v okviru Kitajsko–Pakistanski gospodarski koridor.

## Izvor imena
Najzgodnejši zabeleženi imeni mesta sta Šufu (疏附) in Šule (疏勒). Šufu se je prvotno nanašal na staro mesto Kašgar, kjer so živeli Ujguri, medtem ko se je Šule nanašal na novo mesto, zgrajeno za kitajske naseljence Han, ki je 9,7 km od starega. Shule je bil morda kitajski poskus transkripcije sanskrtskega imena za Kašgar, Śrīkrīrāti (dob. 'srečna gostoljubnost').
Izvor imena Kašgar ni zagotovo znan in je predmet akademskih razprav. Rimski geograf Ptolemaj (90–168) v svojem delu Geografija mesto označuje kot Kasi. Budistični učenjak Šuanzang je medtem zapisal ime Kaša po prehodu skozi mesto leta 644. Ime Kašgar se v kitajskih zapisih 喀什噶爾; Kàshígé'ěr) ni pojavilo do dinastije Song (960–1279), vendar je bilo verjetno uporabljeno ustno že dolgo pred tem. Britanski arheolog Aurel Stein (1862–1943) je trdil, da se je ime Kašgar začelo uporabljati leta 716, nekje po napadih na mesto Kutajbe Muslima, takratnega arabskega guvernerja Horasana. Vendar pa je Steinov sodobnik, škotski zgodovinar H. A. R. Gibb, trdil, da Kutajba nikoli ni prišel do Kašgarja in da je Stein verjetno zamenjeval Kašgar z drugim mestom.
Črkovanje Kašgar izhaja iz ruskega črkovanja imena (Кашгар), ki samo izhaja iz perzijskega črkovanja Kâšğar (کاشغر). Sodobno kitajsko ime Kaši (喀什) je skrajšana oblika daljšega in manj pogosto uporabljenega Kašiga'er (喀什噶尔). Uradno črkovanje kitajske vlade za Kašgar v ujgurskem jeziku je Qeshqer (قەشقەر). Zgodovinsko črkovanje Kašgher (كاشغەر) še danes uporabljajo nekateri Ujguri.

## Zgodovina
Mesto je bilo omenjeno v kitajskih virih šele ob koncu obstoja cesarstva Han in je bilo po navedbah iz Han Šu ena od 48 kneževin na Zahodu. S krajšimi prekinitvami je bilo takrat pod Kitajsko vladavino. Kitajska nadvlada je v 2. stoletju oslabela in lokalni vladarji so svojo legitimnost pridobili od Juedžijev in Kušanov. V 3. stoletju je bil Kašgar eno od šestih središč moči na zahodu in je omenjen tudi v kraljevih napisih sasanidskega kralja Šapurja I., ki mu je kot najoddaljenejša posest pripadla po osvojitvi Kušanov. V 6. stoletju je Kašgar spadal pod Heftalite, preden je prišel pod oblast prvega kaganata Gokturkov.
Širitev kitajske dinastije Tang je sredi 7. stoletja premagala Gokturke. Lokalni vladarji so bili spet pod kitajsko nadoblastjo. Kitajski romarski menih Šuanzang je mesto obiskal okoli leta 640 in poročal o kmetijstvu, manufakturah in stotinah budističnih samostanov na tem območju. Leta 676–678 so  mesto zasedli Tibetanci, vendar so si Kitajci kmalu povrnili nadzor. Prvi islamski napad se je zgodil leta 715, Ujguri pa so to območje osvojili nekaj let kasneje. Te so zamenjali Karačanidi, katerih vladar Satuk Bugra Kara Kagan je sredi 10. stoletja prevzel  islam, tako da je Kašgar sčasoma postal muslimanski. Kašgar je kot del vzhodnega Karačanidskega cesarstva postal središče islamskega učenja. Učenjak Mahmud al-Kāšgarī opisuje mesto in ruševine v bližini mesta. Poleg tega so mesto po besedah Kāšgarīja imenovali tudi Ordukänd kot sedež vojske in uprave.
Leta 1211 je uzurpator Kütšlüg Karakitajskega kanata  iz Kašgarja pregnal Karakanide in izgnal islam. Leta 1220 pa si regijo podredijo Mongoli. Po razdelitvi mongolskega cesarstva je Kašgar prešel na sina Džingiskana Čagataj kan. Njegova družina je v obliki Čagatajskega kanata vladala v regiji do 17. stoletja. Marko Polo je okoli leta 1273 obiskal Kašgar (mesto je poimenoval Cascar) in opazil veliko število privržencev nestorijanstva. Druge vladajoče dinastije med 14. in 15. stoletjem so bili Timuridi. Medtem ko je pripadal Timuridskemu cesarstvu, se je Timur leta 1377/78 imenoval za guvernerja. Med islamskim Jarkent Kanatom je prišlo do spopada s Kašgarjem, zaradi katerega je bilo leta 1514 porušeno mestno središče. Uničevalec Kašgarja Mirzā Abu Bakr je zgradil novo mesto, ki je danes znano kot staro mesto Kašgar. Po letu 1514 je Jarkent postal novo središče regije.
Kašgar je bil del Džungarskega kanata, leta 1758 pa so ga osvojili Kitajci iz Čing dinastije. Od leta 1884 je bilo mesto del province Šindžjang. Vladavino Čingov je prekinilo več uporov (1825–28, 1830, 1847 in 1857), od katerih je bil najbolj znan upor Jakub Beka med letoma 1865 in 1877. Leta 1857 je bil Adolf Schlagintweit v Kašgarju obglavljen zaradi obtožb o vohunjenju. V sredini 19. stoletja je bil Kašgar pomembno mesto v tako imenovani Veliki igri kolonialnih sil Rusije in Velike Britanije. Rusi so osvojili sosednja območja regije in kanate. Sam Kašgar je po razglasitvi Ljudske republike Kitajske ostal del Kitajske.
Leta 1902 je potres z magnitudo 7,7 povzročil do 10.000 žrtev, vključno s 667 v Kašgarju. Potresu je nekaj dni kasneje sledil močan popotresni sunek z močjo Ms 6,8.
Britanski imperij je imel od 1890 do 1948 v Kašgarju konzulat. Čeprav je bil britanski konzulat, ga je zaposlovalo in financiralo indijsko politično ministrstvo Britanske Indije. Konzulat ni bil v celoti priznan s strani Čingov do leta 1908. Leta 1911 je bil nadgrajen v generalni konzulat.

## Geografija
Kašgar vključuje 8 podokrožij (كوچا باشقارمىسى / 街道), 2 mesti (بازىرى / 镇) in 9 okrožij (يېزىسى / 乡).

### Demografija
Kašgar je pretežno poseljen z muslimanskimi Ujguri. V primerjavi z Urumčijem, glavnim in največjim mestom Šindžjanga, je Kašgar manj industrijsko in ima bistveno manj prebivalcev Kitajcev Han. Leta 1998 je bilo zabeleženo 311.141 mestnega prebivalstva Kašgarja, od tega 81 odstotkov Ujgurov in 18 odstotkov Han Kitajcev.
Leta 1999 je bilo 81,24 odstotka prebivalcev mesta Kašgar (Kaši) Ujgurov in 17,87 odstotkov prebivalcev Han Kitajcev.
Po popisu leta 2000 je imelo mesto Kašgar 340.640 prebivalcev. Ob popisu leta 2010 se je to število povečalo na 506.640. Del povečanja je posledica sprememb meja in število lahko vključuje nekaj podeželskega prebivalstva.
Po popisu leta 2015 je bilo 534.848 od 628.302 prebivalcev okrožja Ujgurov, 88.583 Han Kitajcev in 66.131 drugih etničnih skupin.

### Etnična sestava prebivalcev leta 2000
| Ime narodnosti | št. prebivalcev | delež   |
| -------------- | --------------- | ------- |
| Ujguri         | 263.507         | 77,36 % |
| Kitajci Han    | 74.184          | 21,78 % |
| Hui            | 988             | 0,29 %  |
| Uzbeki         | 699             | 0,21 %  |
| Tadžiki        | 253             | 0,07 %  |
| Kirgizi        | 231             | 0,07 %  |
| Mandžurci      | 142             | 0,04 %  |
| Mongoli        | 138             | 0,04 %  |
| Žuangi         | 98              | 0,03 %  |
| Tudžijci       | 85              | 0,02 %  |
| Miao           | 77              | 0,02 %  |
| Kazaki         | 38              | 0,01 %  |
| Rusi           | 37              | 0,01 %  |
| drugi          | 163             | 0,05 %  |

## Gospodarstvo
Kašgarska nedeljska tržnica (kitajsko: 中西亚市场; dob.: 'Centralno–zahodno azijski trg'; ujgursko يەكشەنبە بازار, dob. ''nedeljski bazar'') je največja tržnica v srednji Aziji in pomemben del lokalnega gospodarstva mesta. Ponaša se s sto tisoč obiskom ob konicah. Nahaja se približno pol ure severovzhodno od središča mesta in je stičišče kašgarskih kmetov, živinorejcev, rokodelcev in trgovcev, ki večinoma pridejo z oslovsko vprego. Kmetje iz okoliških rodovitnih dežel pridejo na tržnico prodajat najrazličnejše sadje in zelenjavo. Živinorejci paradirajo s svojo živino in ponudijo svoje konje na testne vožnje. Obrtniki prodajajo svoje ročno izdelane izdelke, kot so noži, ponve, čajniki in škatle za nakit. Med turisti so priljubljene tudi tradicionalne preproge in oblačila. Vroča dobrina na trgu je žafran iz Irana, ki je vreden trikrat več od lokalne vrednosti zlata.

### Posebna ekonomska cona
Kitajska vlada je Kašgar maja 2010 določila za šesto posebno gospodarsko cono Kitajske, v upanju, da bo spodbudila tuje naložbe v regiji. Kritiki pa so dvomili o odločitvi vlade, da izbere Kašgar, pri čemer so navajali nezaželeno lokacijo mesta in prevlado kmetijstva v lokalnem gospodarstvu namesto težke industrije. Učenjaka Bill Chou in Xuejie Ding na primer ugotavljata, da Kašgar ni privlačen tako za domače kot za tuje vlagatelje, ker je na tisoče kilometrov oddaljen od glavnih trgovskih središč Kitajske in meji na države v razvoju. Širša prefektura Kašgar je tudi ena najrevnejših in najmanj razvitih enot na ravni prefekture v Šindžjangu, s tretjim najnižjim BDP na prebivalca med njimi.

## Znamenitosti
Staro mesto Kašgar je bilo pred rušenjem in rekonstrukcijo opisano kot »najbolje ohranjen primer tradicionalnega islamskega mesta, ki ga lahko najdemo kjerkoli v srednji Aziji«.[83] Ocenjuje se, da letno pritegne več kot milijon turistov.[84]
- Mošeja Id Kah, največja mošeja na Kitajskem, je v središču mesta.
- Mavzolej Afak Khoja je grobnica Afaka Khoje in eno najsvetejših muslimanskih mest v Šindžjangu. Mavzolej s ploščicami, zgrajen v 17. stoletju, 5 km severovzhodno od središča mesta, vsebuje tudi grobnice petih generacij njegove družine. Abakh je bil močan vladar, ki je nadzoroval Khotan, Jarkand, Korlo, Kuča in Aksu ter Kašgar. Med nekaterimi ujgurskimi muslimani je veljal za velikega svetnika (Aulia).
- Ljudski park je glavni javni park v Kašgarju, ki je v središču mesta.
  - 18 m visok kip Mao Cetunga v Ljudskem parku je eden redkih velikih Maovih kipov, ki so ostali na Kitajskem.
- Kašgarska nedeljska tržnica slovi kot največja tržnica v srednji Aziji; osrednja trgovska točka ob svilni poti, kjer se trguje že več kot 2000 let. Tržnica je odprta vsak dan, največja pa je nedeljska.

- Mošeja Id Kah
- Kašgarski minaret ponoči
- Grobnica Afak Hodže
- Mošeja pri grobnici Afak Hodže.
- Kip Mao Cetunga na mestnem trgu v Kašgarju.
- Letališče Kašgar
- Železniška postaja Kašgar

## Pobratena mesta
- Malaka, Malezija, of februarja 2012[25]
- Gilgit, Pakistan, od maja 2009